# Pedro Perea
Pedro Perea (* 22. April 1852 in Bernalillo, New Mexico; † 11. Januar 1906 ebenda) war ein US-amerikanischer Politiker. Zwischen 1899 und 1901 vertrat er das New-Mexico-Territorium als Delegierter im US-Repräsentantenhaus.

## Frühe Jahre
Pedro Perea war ein Cousin von Francisco Perea, der zwischen 1863 und 1865 das New-Mexico-Territorium im US-Repräsentantenhaus vertreten hatte. Pedro besuchte das St. Michael’s College in Santa Fe, die Georgetown University in Washington und danach bis 1871 die Saint Louis University in Missouri. Danach war er in der Landwirtschaft und hier vor allem in der Schafzucht tätig. Daneben engagierte er sich auch im Bankwesen und wurde Präsident der First National Bank of Santa Fe. Dieses Amt hatte er zwischen 1890 und 1894 inne.

## Politische Laufbahn
Perea war Mitglied der Republikanischen Partei. In den Jahren 1889, 1891 und 1895 gehörte er dem territorialen Regierungsrat in New Mexico an. 1896 war er Delegierter zur Republican National Convention, auf der William McKinley als Präsidentschaftskandidat der Partei nominiert wurde. 1898 wurde Perea als Delegierter seines Territoriums in das US-Repräsentantenhaus gewählt, wo er am 4. März 1899 Harvey Butler Fergusson ablöste. Da er im Jahr 1900 auf eine erneute Kandidatur verzichtete, konnte Pedro Perea bis zum 3. März 1901 nur eine Legislaturperiode im Kongress absolvieren.
Nach seiner Zeit im Repräsentantenhaus widmete sich Perea wieder seinen geschäftlichen Interessen im Bankwesen und der Viehzucht. In seinem Todesjahr wurde er noch zum Versicherungsbeauftragten des Territoriums ernannt. Pedro Perea starb im Juni 1906 in seinem Geburtsort.